# Liste der denkmalgeschützten Objekte in Libědice
Grundlage dieser Liste der denkmalgeschützten Objekte in Libědice ist die ÚSKP-Liste (Ústřední seznam kulturních památek České republiky, deutsch Zentrale Liste der Kulturdenkmäler der Tschechischen Republik), die von der tschechischen Denkmalschutzbehörde NPÚ (Národní památkový ústav, deutsch Nationale Denkmalbehörde) seit 1987 geführt wird und an die seit dem Jahr 1850 geschaffenen Listen anschließt.

## Denkmalgeschützte Objekte nach Ortsteilen

### Libědice(Liebotitz)
| Lage                                               | Objekt                            | Beschreibung                        | ÚSKP-Nr.                 | Bild                   |
| -------------------------------------------------- | --------------------------------- | ----------------------------------- | ------------------------ | ---------------------- |
| Libědice (Standort)                                | Kirche des hl. Veit               | Barockkirche des hl. Veit           | 37351/5-591 Info Katalog | weitere Bilder         |
| Libědice 6 (Standort)                              | Pfarrhaus                         | Pfarrhaus                           | 32048/5-590 Info Katalog | BW                     |
| Libědice 8 (Standort)                              | Bauernhaus Nr. 8                  | Bauerngehöft                        | 35594/5-597 Info Katalog | Bauernhaus Nr. 8       |
| Libědice 10 (Standort)                             | Bauernhaus Nr. 10                 | Bauerngehöft s kovárnou             | 33608/5-601 Info Katalog | Bauernhaus Nr. 10      |
| Libědice 26 (Standort)                             | Bauernhaus Nr. 26                 | Bauerngehöft                        | 39526/5-599 Info Katalog | Bauernhaus Nr. 26      |
| Libědice 27 (Standort)                             | Rathaus                           | Rathaus mit Tor                     | 27472/5-603 Info Katalog | Rathaus                |
| Libědice 42 (Standort)                             | Bauernhaus Nr. 42                 | Bauerngehöft                        | 14430/5-604 Info Katalog | Bauernhaus Nr. 42      |
| Libědice 48 (Standort)                             | Bauernhaus Nr. 48                 | Bauerngehöft                        | 14419/5-598 Info Katalog | Bauernhaus Nr. 48      |
| Libědice 55 (Standort)                             | Bauernhaus Nr. 55                 | Bauerngehöft                        | 26102/5-600 Info Katalog | Bauernhaus Nr. 55      |
| Libědice, vor Haus Nr. 10 (Standort)               | Säule mit Dreifaltigkeitsskulptur | Säule mit Dreifaltigkeitsskulptur   | 24214/5-593 Info Katalog | BW                     |
| Libědice, vor Haus Nr. 46 (Standort)               | Mariensäule                       | Mariensäule                         | 47080/5-595 Info Katalog | Mariensäule            |
| Libědice (Standort)                                | Skulptur Kalvarienberg            | Skulptur Kalvarienberg              | 24009/5-480 Info Katalog | Skulptur Kalvarienberg |
| Libědice, etwa 300 m südlich der Kirche (Standort) | Nepomuksäule                      | Statue des hl. Johannes von Nepomuk | 28636/5-594 Info Katalog | Nepomuksäule           |

### Čejkovice (Tschekowitz)
| Lage                    | Objekt            | Beschreibung                        | ÚSKP-Nr.                 | Bild              |
| ----------------------- | ----------------- | ----------------------------------- | ------------------------ | ----------------- |
| Čejkovice (Standort)    | Florianskapelle   | Kapelle des hl. Florian             | 16297/5-611 Info Katalog | weitere Bilder    |
| Čejkovice (Standort)    | Mariensäule       | Mariensäule                         | 30511/5-608 Info Katalog | Mariensäule       |
| Čejkovice (Standort)    | Nepomuksäule      | Statue des hl. Johannes von Nepomuk | 14261/5-607 Info Katalog | Nepomuksäule      |
| Čejkovice 16 (Standort) | Bauernhaus Nr. 16 | Bauerngehöft                        | 28995/5-605 Info Katalog | Bauernhaus Nr. 16 |
| Čejkovice 20 (Standort) | Bauernhaus Nr. 20 | Bauerngehöft                        | 16283/5-610 Info Katalog | Bauernhaus Nr. 20 |
| Čejkovice 21 (Standort) | Bauernhaus Nr. 21 | Bauerngehöft                        | 32055/5-609 Info Katalog | Bauernhaus Nr. 21 |
| Čejkovice 30 (Standort) | Bauernhaus Nr. 30 | Bauerngehöft                        | 46632/5-606 Info Katalog | BW                |